# 阿史那道真
阿史那道真，唐朝突厥族将领，阿史那氏，阿史那社尔的儿子。

## 生平
阿史那道真袭任左屯卫员外大将军。唐高宗咸亨元年（670年）四月，被任命为逻娑道行军副大总管，辅佐大总管薛仁贵率军五万征讨吐蕃，援助吐谷浑回归故地。八月，在河口击破吐蕃，随后在大非川之战被吐蕃将领论钦陵所败，全军覆没，与薛仁贵等仅以身免，因罪被械送京师，免职为民。

## 家庭

### 祖父
- 阿史那奚纯，东突厥汗国处罗可汗。

### 父母
- 阿史那社尔，突厥拓设，唐朝驸马都尉、镇军大将军、毕元公。
- 衡阳公主李氏，唐高祖第十四女。